# Hjalte Toftegaard
Hjalte Toftegaard (født 25. juni 2006) er en dansk fodboldspiller, der spiller som midtbanespiller for den danske 1. divisionsklub AC Horsens.

## Klub karriere

### AC Horsens
Toftegaard skiftede til AC Horsens fra Næstved IF i sommeren 2021. I marts 2023 underskrev han sin første kontrakt med klubben.  Den 7. maj 2023 fik 16-årige Toftegaard sin professionelle debut for Horsens i en dansk Superliga -kamp mod AaB.  
I januar 2024 underskrev Toftegaard en professionel kontrakt frem til juni 2026 og rykiede permanent til førsteholdstruppen. 